# 莲池区
莲池区是河北省保定市下辖的市辖区，2015年4月28日经国务院批准，保定市北市区与南市区合并成立新的莲池区，区人民政府驻五四路街道七一中路789号。

## 行政区划
莲池区下辖10个街道办事处、2个镇、5个乡：
和平里街道、五四路街道、西关街道、中华路街道、东关街道、联盟街道、红星街道、裕华街道、永华街道、南关街道、百楼镇、韩庄乡、东金庄乡、杨庄乡、南大园乡、焦庄镇和五尧乡。

## 人口
根據第七次人口普查數據，截至2020年11月1日零時，蓮池區常住人口913541人。

## 交通
- 京广铁路、保满铁路、津保铁路：保定站